# Gli immediati dintorni
Gli immediati dintorni è la prima raccolta di prose di Vittorio Sereni, pubblicata nel 1962 per il Saggiatore.

## Contenuto
La raccolta contiene prose autobiografiche e riflessioni poetiche: ciò che si trova negli "immediati dintorni" della poesia. Le esperienze rivissute pertengono al periodo della guerra mondiale, della prigionia in Algeria e al Dopoguerra. Include (anche con varianti rispetto alla loro versione in volume) le poesie Un intermezzo, Un venticinque aprile, [Lassù dove di torre], [Rinascono la valentia] e – nella seconda edizione – I ricongiunti, Toronto sabato sera, Niccolò; inoltre sono presenti versioni da poeti stranieri (Léon-Gontran Damas, Étienne Léro, Léopold Sédar Senghor, Jean-Joseph Rabearivelo, Jacques Rabemananjara, Arthur Rimbaud, Ezra Pound, Guillaume Apollinaire, André Frénaud, William Carlos Williams).

## Storia editoriale
La prima edizione uscì nel 1962 per la collana "Biblioteca delle Silerchie", quella curata da Giacomo De Benedetti, per l'editore il Saggiatore di Milano. I testi, ordinati secondo un criterio cronologico, sono datati dal 1938 al 1962.
La prosa Diario bolognese sarà inclusa all'interno della seconda edizione del Diario d'Algeria (1965), così come due stralci da Sicilia '43, che saranno comprese nel prosimetro Frammenti di una sconfitta.
L'autore lavorò dal 1968 a una seconda edizione riveduta e aumentata della raccolta, per una decina di anni. Ma Sereni rimase indeciso sull'opportunità di consegnare il testo approntato alla casa editrice. Uscì così postuma, poco dopo la sua morte, nella veste stabilita e approntata dalla figlia sulla base di documenti d'archivio, agendo sulla struttura del libro con aggiunte, modifiche, e il taglio di un testo. Vede un'introduzione di Franco Brioschi e una Nota giustificativa della figlia Maria Teresa Sereni. I testi aggiunti riguardano il periodo 1962-1982, oltre allo scritto Dovuto a Montale del 1983, posto in Appendice per volontà della figlia.
Fanno seguito l'edizione critica, uscita nel 1998 in un volume più ampio di scritti sereniani col titolo La tentazione della prosa, a cura di Giulia Raboni, con leggere variazioni sull'edizione del 1983.

## Edizioni
- Gli immediati dintorni, collana Biblioteca delle Silerchie, Prefazione di Giacomo Debenedetti, Milano, Il Saggiatore, 1962, ISBN non esistente.
- Gli immediati dintorni. Primi e secondi, collana Biblioteca delle Silerchie n.24, Introduzione di Franco Brioschi, Milano, Il Saggiatore, 1983, ISBN non esistente.
- in  La tentazione della prosa, a cura di Giulia Raboni, ed. critica, introduzione di Giovanni Raboni, Milano, Mondadori, 1998.
- in  Poesie e prose, a cura di Giovanni Raboni, con un saggio di Pier Vincenzo Mengaldo, Milano, Mondadori, 2013, ISBN 978-88-046-3031-9.
- Gli immediati dintorni. Primi e secondi, collana Le Silerchie, 2ª ed., Milano, Il Saggiatore, 2013, ISBN 978-88-428-1939-4.
- Gli immediati dintorni. Primi e secondi, Prefazione di Emanuele Trevi, Collana La Cultura, Milano, Il Saggiatore, 2024, ISBN 978-88-428-3411-3.